# Prieuré de la Colombe
Le prieuré de la Colombe est un prieuré situé à Brissac-Quincé, en France.

## Localisation
Le prieuré est situé dans le département français de Maine-et-Loire, sur la commune de Brissac-Quincé.

## Historique
La date de fondation du prieuré est inconnue. L'abbé Charles Gautier propose de la dater du XIe siècle, probablement de la seconde moitié. C'est probablement une possession de l'abbaye de la Trinité de Vendôme depuis l'origine. Louis Raimbault indique qu'en 1040 Geoffroy Martel et son épouse Agnès de Bourgogne ont fondé l'abbaye de la Trinité de Vendôme et lui ont donné quelques parties de ses domaines autour de Brissac. Quand, en 1132, l'abbaye de la Trinité abandonne ses domaines de Brissac au prieuré de la Trinité de l'Esvière d'Angers, elle se réserve le droit de présenter le prieur de la Colombe et le curé de Saint-Vincent de Brissac. En 1135, le prieuré est mentionné dans la copie d'une bulle d'Innocent II qui mentionne qu'il relève de l'autorité pontificale et de celle du comte d'Anjou. Sous l'Ancien régime, le prieuré relève de la paroisse de Saint-Saturnin et n'a été rattaché à la paroisse de Brissac qu'en 1788.
Le plus ancien nom de prieur que les documents ont permis de conserver est frère Nicolas, en 1221. C'est de la même époque, XIIIe siècle, que date la chapelle du prieuré conservée dans l'ancien cimetière de Brissac. Le prieuré comprenait une grange, un pressoir, une boulangerie et possédait la seigneurie de Saint-Martin à Soulaines et le four à ban de Brissac qui n'a été cédé au seigneur du lieu qu'en 1540. Le prieur de la Colombe avait le droit de nommer le maître d'école à Broichessac (Brissac).
Au milieu du XVIe siècle, le prieuré est mis en commende au profit de Guillaume Richer.
D'après le pouillé de l'abbaye de Vendôme, les revenus du prieuré à la fin du XVIIe siècle étaient de 300 livres.
Les biens du prieuré ont été vendus comme bien national à Vihiers, en 1791. Certains bâtiments du prieuré sont démolis, d'autres, très remaniés, sont transformés en demeure bourgeoise avec dépendances. Des terrains sont cédés à la municipalité qui y a construit des maisons et la mairie.
L'édifice est inscrit au titre des monuments historiques en 1969.